# Gorje, Cerkno
Gorje je naselje v Občini Cerkno.